# Baldomero Llerena
Baldomero Llerena (San Luis, 27 de julio de 1853 - Buenos Aires, 26 de julio de 1914) fue un abogado y político argentino. 
Reconocido por sus trabajo de investigación sobre Derecho Civil y por su trayectoria política, siendo interventor federal de Santa Fe durante la revolución de 1893. Además fue ministro de gobierno en la provincia de Córdoba durante el mandato del doctor Manuel D. Pizarro.

## Obras
Llerena, Baldomero (1931). Concordancias y comentarios del Código civil argentino. Librería y editorial La Facultad. Consultado el 24 de abril de 2020.